# 18556 Баттіято
18556 Баттіято (18556 Battiato) — астероїд головного поясу, відкритий 7 лютого 1997 року.
Тіссеранів параметр щодо Юпітера — 3,210.